# 新竹市香山區虎林國民小學
新竹市香山區虎林國民小學（英語：Hu Lin Primary School），簡稱虎林國小、虎小，是一所位於中華民國新竹市的國民小學，現任校長為林啟誠先生。設有多元學習中心以及幼兒園。體育班主要發展桌球、田徑和棒球。

## 外部連結
- 新竹市香山區虎林國民小學 （页面存档备份，存于）